# جفری پالمر (هنرپیشه)
 جفری پالمر (انگلیسی: Geoffrey Palmer؛ زادهٔ ۴ ژوئن ۱۹۲۷ – درگذشته ۵ نوامبر ۲۰۲۰) هنرپیشه اهل بریتانیا بود.
از فیلم‌ها یا برنامه‌های تلویزیونی که وی در آن نقش داشته است، می‌توان به خانم براون، آکسبریج بلوز× راهی طولانی تا فینچلی، آن‌سوی آینه، پیکادلی جیم و ای مرد خوش‌شانس! اشاره کرد.
پالمر در ۹۳ سالگی به دلیل کهولت درگذشت. 